# 전우영 (축구 선수)
전우영(1987년 12월 27일 ~ )은 대한민국의 축구 선수이다. 2016년, 전성찬(全成贊)에서 개명하였다.

## 축구인 경력

### 클럽 경력
고등학교를 졸업한 직후 2006년 내셔널리그 창원시청에서 7경기에 나서 1도움을 기록하였으며 이듬해 광운대학교에 입학하였다.
광운대학교 졸업 후 2011 신인선수 드래프트에서 김평래에 이어 2순위로 성남 일화 천마에서 입단했다. 입단 이후 신인답지 않은 활약을 보이며 바로 주전으로 도약했으며, 성남의 2011 FA컵 우승에 기여하였다. 시즌 종료 후 당시 성남의 감독이었던 신태용은 전성찬을 두고 '날 놈'이라며 칭찬을 아끼지 않았다. 2012년 4월 11일 K리그 7라운드 전남과의 원정 경기에서 십자인대 파열을 당하며 전치 6개월의 부상을 입었다.
2013년 7월 12일 이종원과 트레이드되어 부산 아이파크로 이적하였다.